# Francesc Serra II

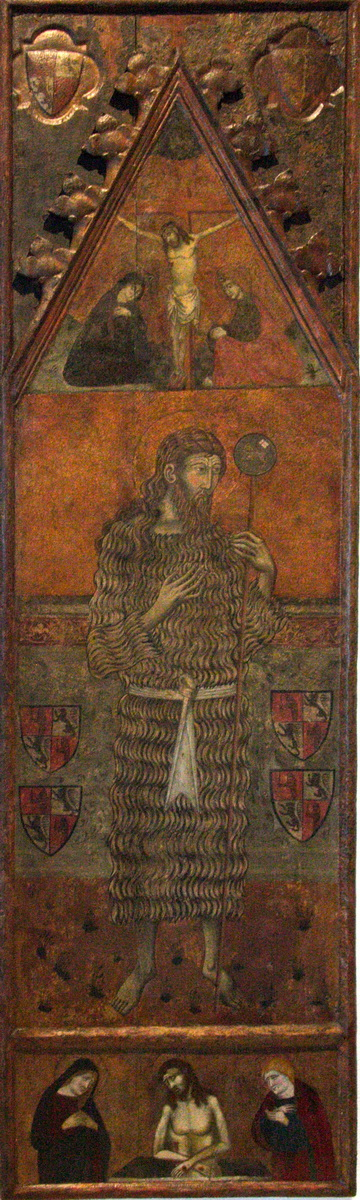
Johannes de Dopervoor de Onze-Lieve-Vrouw van Tobed, Museu de Maricel de Sitges

Francesc Serra II was een Catalaans kunstschilder afkomstig uit Barcelona. Hij was de zoon van Francesc Serra en de kleinzoon van Berenguer Serra, een kleermaker die gevestigd was in Barcelona. Jaume en Pere Serra zijn ooms baatten samen met zijn vader een belangrijk schildersatelier uit in Barcelona. Ze werkten vooral voor kathedralen, collegiale kerken, parochiekerken en kloosters en waren de belangrijkste producenten van retabels tijdens de tweede helft van de 14e eeuw in Catalonië met Pere als belangrijkste schilder. Francesc zou nooit met zijn ooms hebben samengewerkt na zijn opleiding die hij waarschijnlijk wel in hun atelier kreeg.
Francesc Serra is gedocumenteerd tussen 1362, net voor de dood van zijn vader, tot in 1396. Hij heeft aanvankelijk waarschijnlijk in Barcelona gewerkt, maar daarvan hebben we geen documentatie.
Hij werd uit de stad verbannen tussen 1377 en 1382 in verband met een niet afgeloste schuld en vestigde zich in Valencia.
In 1377 kreeg hij een contract voor een altaarstuk voor Sant Muç in Cànoves en op 12 december 1383 tekende hij een ontvangstbewijs voor 110 florijnen die hij had ontvangen voor een retabel met Santa Engracia, San Saturnino en Thomas van Aquino dat hij had geschilderd voor de kapel van Joan Ferran del Port in de kerk van het klooster van Santa Magdalena in Valencia. Op 16 juli 1384 nam hij de opdracht voor het retabel van Sint-Bernardus over van Francesc Comes. Francesc Serra schilderde het retabel dat bestond uit vier panelen, met in het midden het beeld van de heilige en op de zijpanelen scènes uit zijn leven. Bovenaan was er een paneel met de kruisiging.
Er zijn nog verschillende werken van deze meester waarvan we de contracten kennen zoals een altaarstuk dat hij schilderde in opdracht van Gener Rabacca voor de kapel van Maria Magdalena in de kathedraal van Valencia in 1385, een altaarstuk besteld door notaris Antoni Andreu in 1388, het altaarstuk voor de Sant Jordi kapel in de San Juan in Valencia en het altaarstuk voor het hoofdaltaar van het franciscaner klooster van Xàtiva, geschilderd tussen 1391 en 1392.
Hoewel men contracten vindt tussen 1382 en 1396, zijn de bewaarde en gekende werken te situeren tussen 1383 en 1392, een klein decennium slechts. Gezien hij werkte in de 14e-eeuwse stijl die hij had geleerd bij zijn ooms en belangrijke werken verloren gingen, is het moeilijk om andere werken op basis van stijlkenmerken aan deze meester toe te schrijven. Het is dan ook niet geweten of hij een belangrijke rol heeft gespeeld in de ontwikkeling van de Valentiaanse Italo-gotische stijl, die in die periode grotendeels gemonopoliseerd werd door Llorenç Saragossà.
Sommige experts hebben hem geïdentificeerd met de Meester van Villahermosa, die het altaarstuk van Villahermosa del Río (Castellón) en andere werken in Valencia schilderde. Die meester was wel een van de referenties van de Italo-gotische stijl in Valencia en zijn werk toont anderzijds overeenkomsten met het werk van de gebroeders Serra. Deze identificatie wordt niet door alle kunstexperten onderschreven, andere kunsthistorici identificeren deze onbekende meester met Llorenç Saragossà.